# Stammkapital
Stammkapital bezeichnet die Summe der von den Gesellschaftern zu leistenden Einlagen bei einer GmbH, die im Gesellschaftsvertrag vereinbart wird. In Höhe des Stammkapitals unterliegen die Gesellschafter zum Schutz der Gläubiger besonderen Pflichten der Aufbringung und Erhaltung des Gesellschaftsvermögens.

## Abgrenzung
Der Begriff Stammkapital wird in Deutschland ausschließlich im GmbH-Gesetz verwendet. Es verbindet mit dem Stammkapital ein Mindestkapital, um nicht von vornherein den Gläubigern der GmbH eine zu geringe Haftungsmasse für Gesellschaftsschulden zur Verfügung zu stellen. Grund ist, dass die GmbH zu den Kapitalgesellschaften gehört, bei denen die Haftung auf das Gesellschaftsvermögen beschränkt ist und das Privatvermögen der Gesellschafter im Regelfall für Gesellschaftsschulden nicht zur Verfügung steht. 
Nicht zu verwechseln ist das Stammkapital mit den Stammeinlagen. Letztere sind die Beiträge eines einzelnen Gesellschafters, mit denen er sich an der Gründung der GmbH beteiligt. Die Summe aller Stammeinlagen ergibt das Stammkapital (§ 5 Abs. 3 Satz 2 GmbHG). 
Das Gesellschaftsvermögen bezeichnet im deutschen Gesellschaftsrecht die Beiträge der Gesellschafter und die durch die Geschäftsführung für die Gesellschaft bürgerlichen Rechts (GbR) erworbenen Gegenstände (§ 718 BGB).
Die Aktiengesellschaft hat ein in Aktien zerlegtes Grundkapital (§ 1 Abs. 2 AktG).

## Höhe
Bei der GmbH ist das Stammkapital im Gesellschaftsvertrag geregelt (§ 3 Abs. 1 Nr. 3 GmbHG), es ist im Gesellschaftsvertrag in Stammeinlagen zerlegt (§ 3 Abs. 1 Nr. 4 GmbHG), mit denen sich jeder einzelne Gesellschafter an der GmbH beteiligt. Das Stammkapital muss nach § 5 Abs. 1 GmbHG mindestens 25.000 € betragen (bis 1998 musste es mindestens 50.000 DM betragen, was noch heute in alten Handelsregister-Einträgen so vermerkt ist). Wie bei der Aktiengesellschaft sorgt ein Mindestkapital dafür, dass den Gläubigern ein Ausgleich dafür geschaffen wird, dass sie ihre Forderungen nur aus dem Gesellschaftsvermögen zurückgezahlt bekommen (§ 13 Abs. 2 GmbHG).
Um die deutsche GmbH im internationalen Wettbewerb zu stärken und Neugründungen von Unternehmen zu erleichtern, ist seit dem 1. November 2008 die Gründung in Form einer Unternehmergesellschaft (haftungsbeschränkt) möglich, deren Mindeststammkapital nur mehr 1 € betragen muss. Die UG (haftungsbeschränkt) muss – solange das Stammkapital unter 25.000 € liegt – 25 % des Jahresüberschusses (Gewinn) in eine Rücklage einstellen.

## Funktionen
Stammkapital hat einerseits die Funktion, Aussagen über das im Gründungszeitpunkt vorhandene Gesellschaftsvermögen zu machen und durch Registerpublizität (§ 10 GmbHG) außenstehende Dritte (insbesondere Gläubiger) über den finanziellen Status der neu errichteten GmbH zu informieren. Andererseits enthält das Stammkapital den für die Aufbringung und Erhaltung des Gesellschaftskapitals maßgebenden Kapitalbetrag.

## Aufbringung
Die Aufbringung des Stammkapitals wird durch die § 7 Abs. 2 und 3, § 9 und § 19 bis § 24 GmbHG gewährleistet. Sie schreiben neben einer Mindesteinzahlung vor Anmeldung zum Handelsregister auch eine Ausfallhaftung der Mitgesellschafter für die von einem Gesellschafter nicht aufgebrachten Einlagen vor. Die Anmeldung der GmbH zum Handelsregister darf erst erfolgen, wenn von jedem Gesellschafter mindestens 25 % auf die von ihm gezeichneten Geschäftsanteile eingezahlt ist und der Gesamtbetrag aller Einlagen mindestens 12.500 € beträgt (§ 7 Abs. 2 GmbHG). Das Stammkapital ist durch Bareinlage oder Sacheinlage der GmbH zur freien Verfügung zu stellen. Die GmbH kann es nach Eintragung im Handelsregister vollständig für Betriebszwecke einsetzen, etwa den Erwerb von Betriebs- und Geschäftsausstattung. Die § 21 bis § 25 GmbHG schließlich schreiben vor, wie mit der Aufbringung noch ausstehender Einlageverpflichtungen umzugehen ist.

## Erhaltung
Das der GmbH zur Verfügung gestellte nominelle Stammkapital ist während der Geschäftstätigkeit der Gesellschaft zu erhalten, darf also nicht unterschritten werden. Bei Verlust von 50 % des Stammkapitals ist unverzüglich eine Gesellschafterversammlung einzuberufen (§ 49 Abs. 3 GmbHG). Ist das Stammkapital vollständig aufgezehrt, so sind die Gesellschafter zum Insolvenzantrag verpflichtet (§ 15a InsO). Die § 30 und § 31 GmbHG verbieten die Ausschüttung des zur Erhaltung des Stammkapitals erforderlichen Gesellschaftsvermögens an die Gesellschafter und stellen die Rückzahlung verbotswidrig ausgeschütteter Beträge sicher. Die seit 1892 unveränderte Norm des § 30 GmbHG enthält das Gebot der Unverletzlichkeit des Stammkapitals.

## Österreich
Das Stammkapital einer GesmbH muss mindestens 35.000 € betragen (§ 6 Abs. 1 Satz 2 öGmbHG), wovon 50 % bar einbezahlt werden müssen. Es verkörpert die Summe der Einzahlungsverpflichtungen der Gesellschafter. Wenngleich das Stammkapital keine direkten Rückschlüsse auf das Gesellschaftsvermögen erlaubt, steht hohes Stammkapital in der Regel für höhere Kreditwürdigkeit der Gesellschaft, da das Vermögen im Stammkapital in der Gesellschaft gebunden ist. Das Stammkapital ist eine konstante Größe, die nur durch Kapitalerhöhung oder Kapitalherabsetzung erhöht oder gesenkt werden kann.
Es besteht jedoch seit 2014 die Möglichkeit einer Gründungsprivilegierung – diese beinhaltet, dass in den ersten zehn Geschäftsjahren ab Gründung nur ein Kapital von € 10.000 festgesetzt wird, von dem wiederum nur € 5.000 bar eingezahlt werden müssen.

## Schweiz
Das Stammkapital einer Schweizer GmbH muss mindestens 20'000 Schweizer Franken (CHF) betragen (Art. 773 OR). Seit Januar 2008 muss das Stammkapital vollliberiert (volleingezahlt) werden (Art. 777c Abs. 1 OR).

## Britisches Recht
Für eine  private company limited by shares ist ein Mindestkapital nicht festgelegt, teilweise beträgt es nur wenige britische Pfund.